# بوئینگ تی-۷
بوئینگ-ساب تی-۷ رد هاوک (انگلیسی: Boeing T-7 Red Hawk) هواگرد آموزشِ پیشرفته آمریکایی-سوئدی محصول مشترک شرکت بوئینگ و گروه ساب است. در سال ۲۰۱۸ نیروی هوایی ایالات متحده آمریکا آن را به‌عنوان هواپیمای آموزشی آینده خود برگزید. جنگنده آموزشی تی-۷ هواپیمای نورثروپ تی-۳۸ تالون را پس از گذشت ۶۰ سال خدمت در نیروی هوایی آمریکا بازنشسته خواهد کرد.

## نامگذاری
نام هواپیما تی-۷ رد هاوک به پاس خدمات دانشکده آموزشی نیروی هوایی آمریکا انتخاب شده است که در خلال جنگ جهانی دوم، هزاران خلبان را به نیروی هوایی تحویل داد. این آموزگاران خلبانی، از هواپیماهای کورتیس پی۴۰ وارهاوک در کار آموزش استفاده می‌کردند که با لقب وارهاوک (شاهین جنگی) شناخته می‌شد و دُم هواپیما با رنگ سرخ رنگ‌آمیزی شده بود. به پاس خدمات آن آموزگاران، هواپیمای جدید «رِد هاوک» (شاهین سرخ) نام گرفت. حرف تی مخفف واژه ترینینگ به معنی «تمرین» است.

## نیاز نیروی هوایی آمریکا

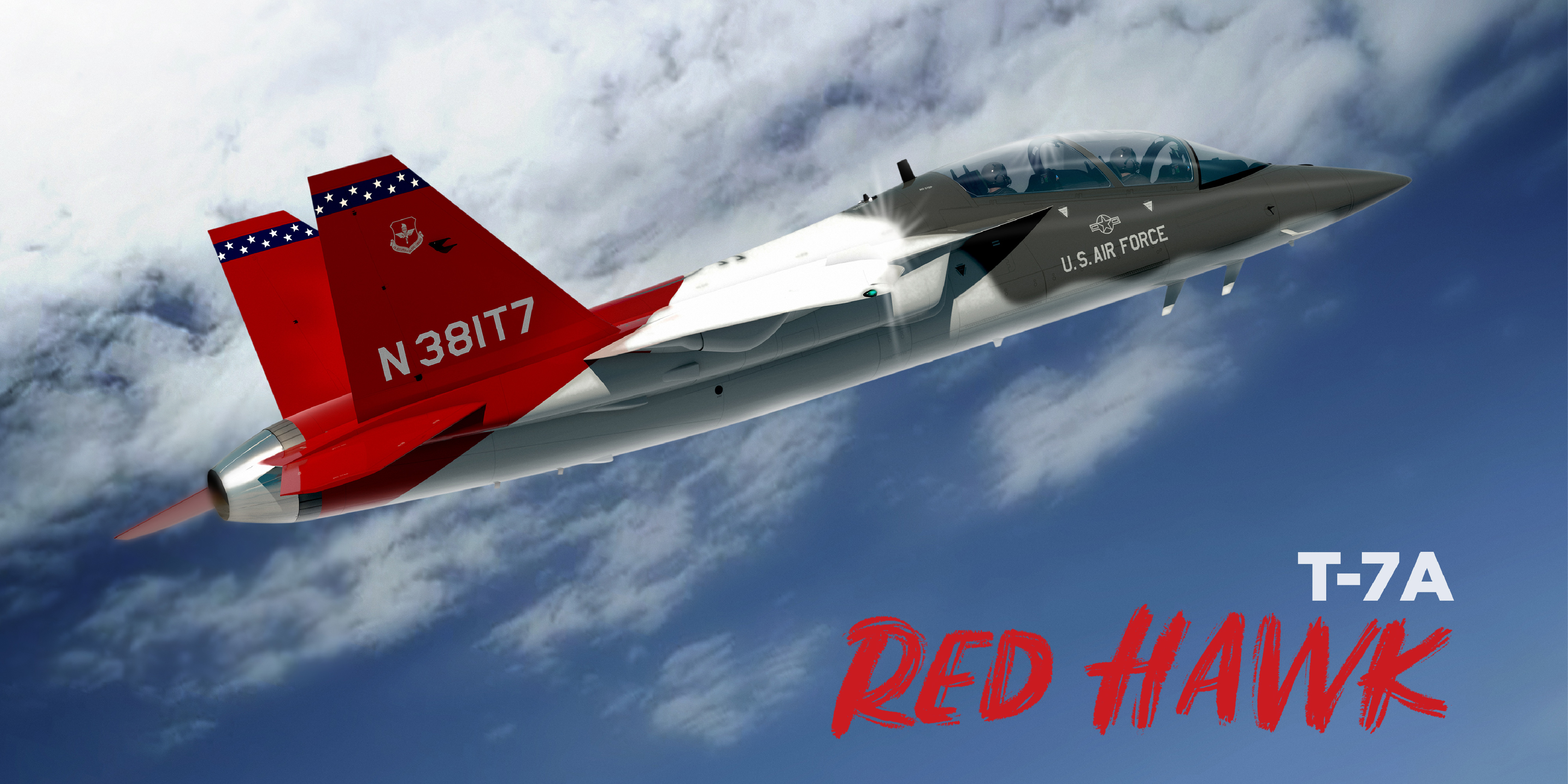

در سال ۲۰۰۳ میلادی، فرماندهی آموزشی نیروی هوایی آمریکا موسوم به AETC تصمیم گرفت که جنگنده آموزشی و سالخورده تی-۳۸ تالون را بازنشسته کند. در سال ۲۰۰۸ و در پی سقوط یک فروند تی-۳۸ در هنگام پرواز آزمایشی پیشرفته، دو خلبان کارآموز جان خود را از دست دادند و نیاز نیروی هوایی آمریکا به یک جنگنده آموزشی پیشرفته، بیش از پیش ضروری شمرده شد.
آمریکا برای آموزش خلبانان لاکهید مارتین اف-۳۵ لایتنینگ ۲ به هواپیمای جدید نیاز داشت و درخواست تولید یک جت آموزشی پیشرفته را به پنتاگون سپرد. در سال ۲۰۱۳ به دلیل گران بودن این پروژه تصمیم به لغو آن گرفتند، اما نیاز مبرم نیروی هوایی آمریکا به این جت آموزشی پیشرفته موجب شد که هزینه آن به هر صورت تأمین شود و برآورد شد با وجود اینکه هزینه این پروژه بسیار زیاد است، ولی این هزینه‌کرد در بازهٔ بلندمدت به سود نیروی هوایی خواهد بود. جنگنده آموزشی تی-۷ توان انجام مجموعه‌ای از آموزشها از جمله آموزش خلبانی پایه (مبتدی)، آموزش خلبانی حرفه‌ای، فورمیشن، کاربری ابزارها و ناوبری پیشرفته، رزم پیشرفتهٔ هوابه‌هوا، رزم پیشرفتهٔ هوابه‌زمین، آموزش خلبان دوم و مدیریت منابع را دارد. افزون بر اینها، پنج مورد آموزشی پیشرفته‌تر شامل: عملیات آموزشی در فشار ۶٫۵ تا ۷٫۵ جی، کاربری دید در شب و عملیات شبانه، رهگیری هوایی، عملیات دیتا لینک (ارتباطات داده‌ای)، و سوخت‌گیری هوایی نیز با آن انجام می‌شود. البته سوختگیری هوایی واقعی برای خود هواپیما موجود نیست زیرا توانایی سوخت‌گیری هوایی را ندارد و این آموزش بر روی شبیه‌ساز این هواپیما انجام می‌شود.

## گزینش و توسعه
طرح ساخت یک هواپیمای تک‌موتوره آموزشی دوسرنشین با دُم دوتایی که توانایی جمع کردن ارابه فرود را هم داشته باشد در نیروی هوایی آمریکا ارائه شد و شرکت پیمانکار این طرح بوئینگ با همکاری شرکت سوئدی ساب، پروژه مشترک را آغاز نمودند. برای این هواپیمای آموزشی، موتور آمریکایی جنرال الکتریک اف۴۰۴ در نظر گرفته شد. پروژه جدید آمریکا تحت عنوان تی-ایکس (T-X) آغاز شد و در سال ۲۰۱۳ برنامه‌ریزی شد که تا سال ۲۰۲۰ این جنگنده رسماً به پرواز درآید ولی پروژه با تأخیر روبرو شد؛ فقط نخستین فاز پروازهای آزمایشی به مدت ۳۶ ماه به طول انجامید و پس از طی فازهای بعدی، سرانجام هواپیما برای اولین بار به‌صورت جدی در سال ۲۰۲۱ در خط تولید قرار گرفت. تی-۷ رد هاوک پس از مقایسه با هواپیمای کره‌ای تی-۵۰ و هواپیمای ایتالیایی ام-۳۴۶ پیروز شد و توسط نیروی هوایی انتخاب شد. فرایند تحویل و آزمایش اولین دسته این هواپیما در سال ۲۰۲۳ و ۲۰۲۴ در نیروی هوایی آمریکا انجام می‌شود. خط تولید تی-۷ یک خط تولید تمام دیجیتالی و بسیار پیشرفته است و سرعت تولید آن به‌گونه‌ای است که در طول ۳۰ دقیقه می‌توان بدنه را با بال‌ها متصل کرد. به گفتهٔ «چاک دابوندو» معاون شرکت بوئینگ، وجود چنین خط تولید پیشرفته‌ای موجب می‌شود مونتاژ دستی و خطاهای آن کاهش یابد و نیازی به سوراخ‌کاری دستی نباشد.
برای جایگزینی ناوگان سالخوردهٔ آموزشی در آمریکا، در سال ۲۰۱۸ تصویب شد که در مرحله اول تعداد ۳۵۱ فروند جنگنده آموزشی تی-۷ و همچنین ۴۱ شبیه‌ساز مربوط به این جنگنده تولید شود و در فاز دوم تعداد کل به ۴۷۵ فروند برسد. هزینه فاز نخست این قرارداد ۹٫۲ میلیارد دلار است. در فرایند ساخت جنگنده آموزشی تی-۷، تجربیات و نیازهای نیروی دریایی آمریکا نیز لحاظ شده ولی مدل ناوپایه برای این جنگنده تولید نشده است.
شرکت بوئینگ قصد دارد این جت آموزشی را مسلح کند و به‌عنوان جایگزین هواپیماهای نورثروپ اف-۵ و آلفا جت به دیگر کشورها ارائه کند. ویژگی‌ها و شکل بدنهٔ این هواپیمای آموزشی موجب شده تا نقش‌های دیگری همانند نقش جنگنده سبک و حتی جنگنده اصلی برای آن محتمل در نظر گرفته شود.
نسخهٔ دیگری نیز برای پشتیبانی هوایی نزدیک پیشنهاد شده است که می‌تواند در نواحی کم‌خطر برای بمباران سبک استفاده شود. البته در سال ۲۰۱۶ ایالات متحده تصمیم گرفت این نسخه را برای نیروی هوایی آمریکا استفاده نکند. به‌همین دلیل طرح دیگری را برای پشتیبانی نزدیک ارائه کردند تا به‌وسیلهٔ آن هواپیما، تاندربولت ۲ را بازنشسته کنند.

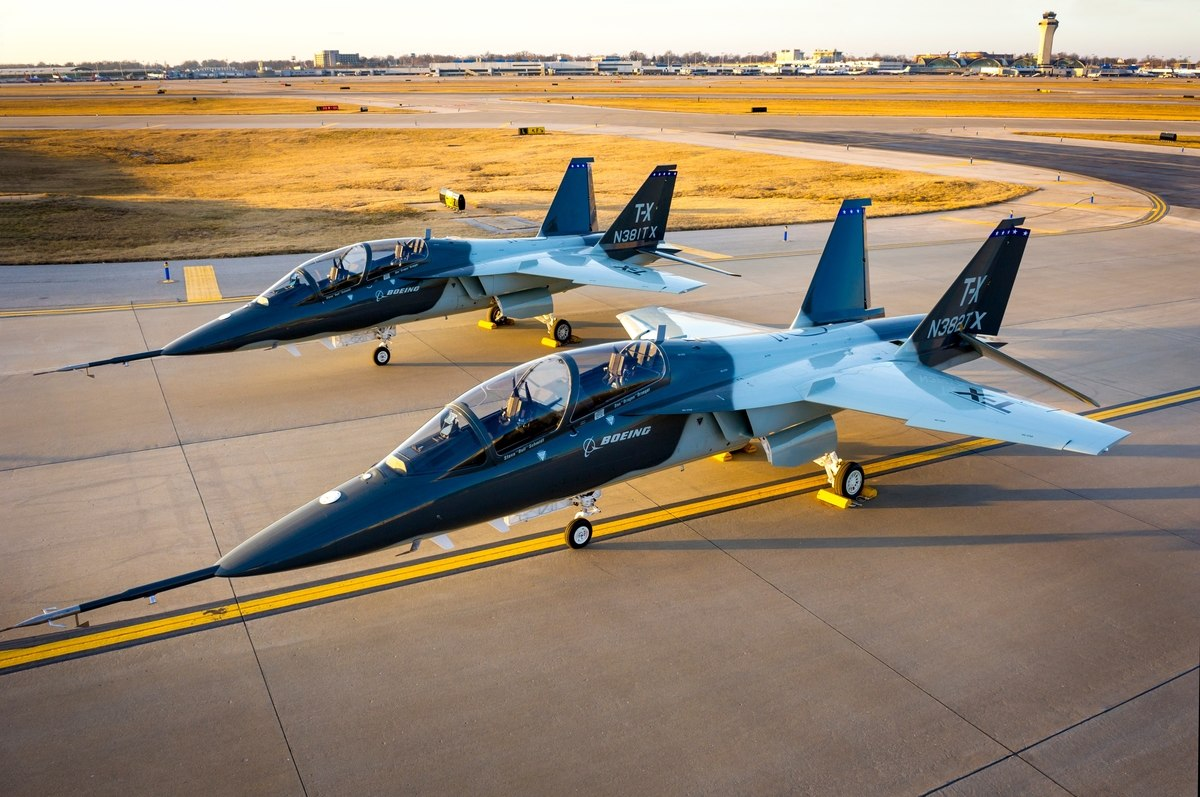
نمونه‌های اولیه بوئینگ-ساب تی-۷ رد هاوک c. 2018

## کاربران احتمالی
از آنجایی که این جنگنده بسیار ارزان است، شرکت بوئینگ برنامه‌ریزی کرده است که تعداد ۲۷۰۰ فروند از این جنگنده تولید کند که ۴۷۵ فروند از آن متعلق به بخش آموزشی نیروی هوایی آمریکا خواهد بود و بقیه را به کشورهای دیگر خواهد فروخت. کشورهای صربستان و استرالیا از اهداف احتمالی شرکت بوئینگ هستند. نیروی هوایی استرالیا به دنبال جایگزین کردن بی‌ای‌ئی سیستمز هاوک است که در سال ۱۹۹۷ سفارش آن را به بریتانیا داده بود.
صربستان نیز به دنبال بازنشسته کردن هواپیماهای آموزشی خود از جمله سوکو جی-۴ و سوکو جی-۲۲ است.

## گونه‌ها
بی‌تی‌اکس-۱
دو پیش‌نمونه برای ارزیابی
تی-۷ای رد هاوک
نسخه تولید انبوه از سال ۲۰۲۱

## کاربران
ایالات متحده آمریکا
- نیروی هوایی ایالات متحده آمریکا

## مشخصات
داده‌ها از فلایت گلوبال
ویژگی‌های عمومی
- خدمه: ۲
- پیشرانه: ۱ عدد موتور توربوفن با پس‌سوز جنرال الکتریک اف۴۰۴-جی‌ئی-۱۰۳, ۱۱٬۰۰۰ پوند-نیرو (۴۹ کیلونیوتن) thrust dry, ۱۷٬۰۰۰ پوند-نیرو (۷۶ کیلونیوتن) با پس‌سوز

عملکرد